# Bišnja kolostor
A Bišnja kolostor (szerbül: Манастир Бишња, romanizálva: Manastir Bišnja) szerb ortodox kolostor, amelyet az Oltalmazó Szűzanya ünnepe tiszteletére szenteltek fel, Donja Bišnja faluban, Derventa városától 5 kilométerre található Bosznia-Hercegovinában. Az építését a San Diegóból származó Ratko Đekić anyagi támogatással valósították meg.

## Építése
Ennek a kolostornak az alapítója Ratko Đekić, aki nővéreivel és testvéreivel együtt 1996-ban az apjától örökölt ingatlant az egyháznak adományozta. Az építése 2002-ben kezdődött azon a területen, amelyet Đekić a szerb ortodox egyháznak adományozott, és a kolostort 2006. június 18-án szentelték fel. Két szerzetes költözött be először, akik az ozreni és az ostrogi Szent Bazil kolostorból származtak. A Bišnja kolostor templomának freskói 2011-ben készültek el. A kolostor tulajdonában van egy 1800 alma- és körtefából álló gyümölcsöskert, melynek gyümölcseiből rakiát állítanak elő a szerzetesek.

## Fordítás
- Ez a szócikk részben vagy egészben  a   Bišnja Monastery című angol Wikipédia-szócikk ezen változatának fordításán alapul.  Az eredeti cikk szerkesztőit annak laptörténete sorolja fel. Ez a jelzés csupán a megfogalmazás eredetét és a szerzői jogokat jelzi, nem szolgál a cikkben szereplő információk forrásmegjelöléseként.